# 大平光代
大平 光代（おおひら みつよ、1965年10月18日 - ）は、日本の弁護士、作家、教員。龍谷大学教員、元大阪市助役を務めた。大阪弁護士会所属。自身の壮絶ないじめ被害経験を記した自伝『だから、あなたも生きぬいて』（講談社）は260万部を超えるミリオンセラーとなっている。

## 経歴
兵庫県西宮市出生、尼崎市出身。両親が共働きであり、母方祖母より強い影響を受け、下校後は母方の祖母の家で過ごした。中学1年生時の7月に転校したことがきっかけになり、全ての発端となったクラスのリーダー的存在の女子生徒からいじめに遭い、クラス全体からも無視されるようになり「持ち物を隠される」「弁当の中身をひっくり返される」「トイレに閉じ込められて水をかけられる」などの壮絶ないじめに遭った。
中学2年生になり、1年次とは違うクラスになり、親友もできたが、その年の冬に親友だと思っていた同級生たちからいじめられ、自殺を図るも未遂に終わり救命されたが、当時の新聞やマスコミでは僅かに公表される程度であった。両親や学校側の強い要求により中学3年生の新学期に復学し、新しいクラスに入り、当初明るく振舞ったが、前述のいじめ・自殺未遂騒動の影響もあり、それまで以上に壮絶ないじめに遭った。
その後、居場所を無くし、14歳時に暴走族に入ったが辞め、美容専門学校の受験に合格するが進学せず、暴力団の世界に入った。16歳時に組の人間に認めてもらいたいという思いから、彫り師に頼んで「観音様に蛇」の刺青を入れた。その年に組長と結婚したが、後に離婚し、20代前半で大阪府北新地のクラブにてホステスとして働き始めた。10代で大好きな祖母が亡くなったが、死に目に会えなかったという。
その後、父親の友人である大平浩三郎と再会し、浩三郎は再起をしようとしない大平に激怒し「あんたが道を踏み外したのは、あんただけのせいやないと思う。親も周囲も悪かったやろう。でもな、いつまでも立ち直ろうとしないのは、あんたのせいやで、甘えるな！いつまでこんな生活をするのや。今からでも遅くないから、もう一度、人生やり直してみ」と一喝されたことで「自分と真剣に向き合ってくれる人がいる」ということに感激し、再起の決意を行った。
大平の人生はここから急激に変化することになり、兵庫県宝塚市にある清荒神清澄寺に浩三郎と参拝し、再起の祈願を行った。その後、浩三郎の支援を受けた大平はワンルームマンションに転居し、机を設けて猛勉強を開始し、22歳の秋に宅建試験と司法書士試験に合格。大平は再起後に両親と再会しており、父母に謝罪を行い、和解している。近畿大学法学部 通信教育課程に入学し、同大学3年の29歳時で最難関の司法試験に1年間の猛勉強の末に一度で合格。
その後、危篤状態の父親と会い、合格を伝えた後に父親は亡くなった。生前に危篤状態だった大平の父親は友人の浩三郎に大平の養父となることを依頼し、浩三郎は承諾し、浩三郎は大平の養父となった。大平は弁護士の道を選び、弁護士となった。主に青少年問題を担当して非行少年の更生に努めたが、人の痛みを理解できない多くの子供がいる現実に直面した。弁護活動を通じて出会った74人の子供たちとメールで交流を続けている。
2000年2月21日に自身の壮絶ないじめ被害経験を記した自伝『だから、あなたも生きぬいて』（講談社）を出版し、260万部を超えるミリオンセラーとなった。

### 助役時代
その後、僧侶を養成する浄土真宗本願寺派の中央仏教学院への入学を検討し、入学を間近に控えた時、大阪市長当選直後の關淳一より助役就任要請の話があり「子どもたちの気持ちがわかるだろうから、大阪の教育をやってほしい」と依頼され、これを承諾して中央仏教学院の通学制ではなく3年間の通信教育への入学に変更。
2003年12月26日に女性初の大阪市助役（現在の呼称は大阪市副市長）に就任し、市役所外部からの異例の人事として話題となった。2004年秋に中央仏教学院 通信教育部専修課程に入学。同年12月に大阪市の職員厚遇問題が発覚し、大々的に報道されたため、19日に關は問題解決のために大阪市福利厚生制度等改革委員会を設置し、大平を委員長に任命。4月1日に都市経営諮問会議が市改革委員会と統合され、市政改革本部が発足し、本部長代行に大平が就任。10月17日に關の市長辞任に伴い、助役を退任。

### 助役辞任後
2005年に梅田総合法律事務所に入所。
2006年1月6日に大阪市法律顧問（法令遵守担当）に就任することが市より発表されたが、7日に就任を辞退した。大平は市議会議員より反発を受けて辞任したことを後日に公表した。2月14日に川下清（事務所の先輩弁護士）と結婚し、9月3日に帝王切開で女児を出産したが、女児はダウン症・肺高血圧症・心臓病・白血病（一過性骨髄異常増殖症）と診断。
2008年6月に家族と丹波地方の山間地に移住した。
2009年4月に龍谷大学客員教授に就任。障害者支援について共に議論を提起している竹中ナミと共に「村木厚子さんの完全な名誉回復を願うサイト」を7月27日に開設。
2013年に占部賢志（歴史学者）と対談を行った。同年に後藤啓二が代表理事を務める「Think Kids（シンクキッズ）こどもの虐待・性犯罪をなくす会」顧問に就任。同年に司法試験に合格した元暴力団組員・諸橋仁智から手紙を受け取る。その手紙には諸橋が大平に憧れて司法試験を目指して合格できたこと、やり方や経路も真似をしてとても参考になったこと、とても感謝している思いが綴られていた。その手紙を受けて大平と夫は諸橋を食事に誘った。大平と夫は大阪・北新地の料理屋で諸橋をねぎらい、これからの進路についていろいろとアドバイスをした。このとき、大平は諸橋に「しばらくは経歴を隠さないとあかんで。経歴を知られれば週刊誌とかに面白おかしく書かれてまともに弁護士業務ができなくなる」、「私の本を読んで『司法試験を目指します』という手紙はたくさんきた。でも『合格しました』の手紙は諸橋さんが初めて。とても嬉しい。立派な弁護士になって次の若い人につなげるようにしてほしい。クモの糸を登って地獄から戻ってきたんだから、後から登ってくる人を蹴落とすようなことはしちゃあかんで」と述べた。
2015年大阪市長選挙では自民党推薦の柳本顕候補を支持。11月21日-30日に聞法会館にて自身初の油絵作品展「見えないけれども　あるんだよ」を開催。

## 人物
- 「耐えられない試練は与えられない、と言います。大事なのは心の持ち方。目の前の壁を「越えられる」と思うことから始めてみる。すると、ひょんなところから、アイデアが浮かんできたりします。どんな状況でも、前向きに考えるようにすれば、必ず良い結果になる」と語っている[9]。
- 浄土真宗から多く学習しており、浄土真宗の教えは自分の思い上がりや思い込みに気付かせてくれると語っている[10]。

### 学習法
計画を達成するために集中力を高める方法、暗記に必要最低限である方法、効率良く勉強する一番のコツを大平は説いている。

#### 集中力を高める方法
1. あれもこれも一度にしようと思わない。
2. したいと思うことを全部紙に書き出す。
3. 書き出したものに優先順位をつける。
4. いちばんしたいことが決まったら、それをするためにはどうすればよいのかを考え、紙に書き出す。
5. それをするのに必要なものだけをそろえる。
6. 必要なもの以外、目にはいるところには置かない。
7. すべてにおいて無理な計画は立てない。

#### 暗記に必要最低限である方法
1. 繰り返す。
2. 関連づけて覚える。

#### 効率良く勉強する一番のコツ
- 遠回りのように見えても基礎をきっちり学ぶ。知識が定着し、応用も利くために効率がいい。何と言っても最初に基礎をきちんと身につけること。

## 出演

### TV
- 徹子の部屋（テレビ朝日、2000年5月5日）

### ラジオ
- おはようパーソナリティ道上洋三です（ABCラジオ、2015年11月9日[47]）

## 書籍

### 単著
- 『だから、あなたも生きぬいて』講談社、2000年。ISBN 9784062100588。
  - 『CDブック　だから、あなたも生きぬいて』宮本信子 朗読、講談社、2000年12月。ISBN 9784062105453。
  - 『英文版　だから、あなたも生きぬいて』ジョン・ブレナン 訳、講談社インターナショナル、2001年7月。ISBN 9784770027412。
    - 『だから、あなたも生きぬいて』ジョン・ブレナン 訳、講談社インターナショナル〈講談社英語文庫〉、2002年10月。ISBN 9784770029638。

  - 『だから、あなたも生きぬいて』〈講談社青い鳥文庫〉2002年7月。ISBN 9784061485921。
  - 『だから、あなたも生きぬいて』〈講談社文庫〉2003年5月。ISBN 9784062737586。
- 『あなたはひとりじゃない ― 悩める母たちへ子供たちへ』光文社、2001年5月。ISBN 9784334972981。
- 『応援します、あなたの旅立ち―大平流「独学」のすすめ』講談社、2002年2月。ISBN 9784062111386。
  - 『働く女性の人生を変える英語勉強法―欲ばって自分の夢をかなえる！』三笠書房〈知的生きかた文庫―わたしの時間シリーズ〉、2011年8月。ISBN 9784837979555。 - 『応援します、あなたの旅立ち』を再編集のうえ改題したもの。
- 『今日を生きる』中央公論新社、2009年7月。ISBN 9784120040399。
  - 『今日を生きる』〈中公文庫〉2012年7月。ISBN 9784122056640。
- 『ひかりのなかで―私の子育て・仏教・田舎暮らし』本願寺出版社、2010年6月。ISBN 9784894167162。
- 『陽だまりの時間』中央公論新社、2010年9月。ISBN 9784120041532。
  - 『陽だまりの時間』〈中公文庫〉2014年4月。ISBN 9784122059337。
- 『大平光代のくじけない生き方―“自分らしい”幸せをつかむ75のヒント』三笠書房、2012年4月。ISBN 9784837924388。
- 『大平光代の“子育てに効く”論語』中央公論新社、2012年7月。ISBN 9784120044045。

### 共著
- 全国不登校新聞社 編 編『この人が語る「不登校」』講談社、2002年2月。ISBN 9784062110839。
- 河合隼雄、その他『いのちの対話』潮出版社、2002年7月。ISBN 9784267016400。
- 『いのちとこころのNHK中学生日記〈2〉死ぬのはこわい』有馬朗人・その他 監修、四季社、2003年1月。ISBN 9784884051648。
- キダ・タロー、その他『これが私の生きる道―キダ・タロー対談　ひと・こころ・いのち　26人からのメッセージ』本願寺出版社、2004年5月。ISBN 9784894163317。
- 読売新聞大阪本社 編 編『山折哲雄こころ塾』東方出版、2004年5月。ISBN 9784885918827。
- 鎌田實、その他『大人と子どもの絆 ― いのちの対話』〈岩波ブックレット〉2008年10月。ISBN 9784000094412。
- 石上智康『いまのあなたのままでいい』徳間書店、2009年6月。ISBN 9784198627508。
- 鎌田實『くらべない生き方 : 人生で本当に大切にするべき10のこと』中央公論新社、2010年1月。ISBN 9784120040887。
  - 鎌田實『くらべない生き方 : 人生で本当に大切にするべき10のこと』〈中公文庫〉2013年7月。ISBN 9784122058200。
- 釈徹宗『この世を仏教で生きる : 今から始める他力の暮らし』本願寺出版社、2013年12月。ISBN 9784894160552。
- 友久久雄『あせらず　あわてず　あるがまま : 子育てに活かす仏さまのこころ』本願寺出版社、2015年6月。ISBN 9784894160798。
- 釈徹宗『歎異抄はじめました : 親鸞聖人から届いたメッセージ』本願寺出版社、2018年4月。ISBN 9784894160385。

### 絵本
- 『はるちゃんのいただきます』村上祐喜子 絵、本願寺出版社、2010年6月。ISBN 9784894167179。
- 『ひかりの里のハル』おおひら みつよ ステンドグラス制作・撮影・文、本願寺出版社、2010年10月。ISBN 9784894167186。

### 漫画原作
- 『あなたなら、どうする』高里むつる 漫画、講談社、2004年4月。ISBN 9784062123570。

### 雑誌
- 「ひかりの中で」『大乗』本願寺出版社、2011年3月。